# Bohus Bataljon
Bohus Bataljon är en svensk komedifilm från 1949 i regi av Sölve Cederstrand och Arthur Spjuth. Titeln är också namnet på bataljon nr 1 vid Bohusläns regemente (I 17) i Uddevalla samt på en känd marschmelodi komponerad av Sten Frykberg med text av Axel Flodén.

## Handling
Filmen handlar om livet på regementet Bohusläns regemente i Uddevalla för tre nyinryckta. De får alla tjänstgöring i stallet.

## Om filmen
Filmen spelades in 2 september–14 november 1949 och hade premiär den 26 december 1949 på biograferna Royal i Eskilstuna och Astoria i Stockholm. Den är barntillåten och har även visats på SVT.

## Rollista
- Per Grundén - 112 Pelle Holm
- Doris Svedlund - Elsie Tonérus
- Gus Dahlström - 114 Kålle Götlund
- Holger Höglund - 116 Kirre Johansson
- Fritiof Billquist - kapten Lunderg, chef för fjärde kompaniet vid I 17
- Anne-Margrethe Björlin - Marja Holm, Pelles syster
- Gunnar Olsson - Sebastian Tonérus, musikdirektör, Elsies far
- Sten Lindgren - kapten Striktberg vid I 29
- Gösta Prüzelius - fänrik Kurt Cronborg
- Carin Swensson - Lisa, hembiträde hos Tonérus
- Jan Elgh - radiosignalist i fält